# Ернст Зіттіг
Ернст Карл Вільгельм Зіттіг (нім. Ernst Karl Wilhelm Sittig, 1887 — 1955) — 
німецький лінгвіст, фахівець з грецької філології.

## Біографія
У 1926 — професор Кенігсберзького університету, в 1927-1945 професор індогерманістики і славістики у Тюбінгенському університеті. Дослідник текстів критського і кіпрського письма. У роки Другої світової війни виконував на замовлення військових роботи з дешифрування.
Вірно припустивши, що лінійне письмо Б в містить тексти грецькою мовою, Зіттіг спробував дешифрувати їх із використанням статистичних методів. Однак відсутність формального аналізу текстів і ряд помилкових припущень привели його до невірних висновків. Після публікації дешифрування Майкла Вентріса і Джона Чедвіка підтримав їхню точку зору і відмовився від свого дешифрування. Також зазнав невдачі при спробі дешифрування Фестського диска та кіпро-мінойського письма, які теж намагався тлумачити по-грецьки.